# Hokej na trawie na Letnich Igrzyskach Olimpijskich 1984
Hokej na trawie na Letnich Igrzyskach Olimpijskich 1984 w Los Angeles został rozegrany w dniach od 29 lipca do 11 sierpnia. Odbył się zarówno turniej mężczyzn jak i kobiet. Łącznie w zawodach udział wzięło 286 zawodników (190 mężczyzn i 96 kobiet). Republika Federalna Niemiec zdobyła srebrny medal zarówno w turnieju mężczyzn jak i kobiet. Wszystkie mecze odbyły się na Weingart Stadium.

## Wyniki zawodów[4]

### Turniej mężczyzn

#### Grupa A
| Drużyna              | Pkt | Mecze | Zwycięstwa | Remisy | Porażki | +  | -  |
| -------------------- | --- | ----- | ---------- | ------ | ------- | -- | -- |
| 1. Australia         | 10  | 5     | 5          | 0      | 0       | 17 | 4  |
| 2. RFN               | 7   | 5     | 3          | 1      | 1       | 12 | 4  |
| 3. Indie             | 7   | 5     | 3          | 1      | 1       | 14 | 9  |
| 4. Hiszpania         | 4   | 5     | 2          | 0      | 3       | 11 | 12 |
| 5. Malezja           | 2   | 5     | 1          | 0      | 4       | 6  | 17 |
| 6. Stany Zjednoczone | 0   | 5     | 0          | 0      | 5       | 4  | 18 |

| 29 lipca   |     |                   |
| Australia  | 5:0 | Malezja           |
| RFN        | 3:1 | Hiszpania         |
| Indie      | 5:1 | Stany Zjednoczone |
| 31 lipca   |     |                   |
| Australia  | 3:1 | Hiszpania         |
| RFN        | 4:0 | Stany Zjednoczone |
| Indie      | 3:1 | Malezja           |
| 2 sierpnia |     |                   |
| Indie      | 4:3 | Hiszpania         |
| Malezja    | 4:1 | Stany Zjednoczone |
| Australia  | 3:0 | RFN               |
| 4 sierpnia |     |                   |
| Australia  | 4:2 | Indie             |
| Hiszpania  | 3:1 | Stany Zjednoczone |
| RFN        | 5:0 | Malezja           |
| 6 sierpnia |     |                   |
| Australia  | 2:1 | Stany Zjednoczone |
| Hiszpania  | 3:1 | Malezja           |
| RFN        | 0:0 | Indie             |

#### Grupa B
| Drużyna            | Pkt | Mecze | Zwycięstwa | Remisy | Porażki | +  | -  |
| ------------------ | --- | ----- | ---------- | ------ | ------- | -- | -- |
| 1. Wielka Brytania | 9   | 5     | 4          | 1      | 0       | 10 | 5  |
| 2. Pakistan        | 7   | 5     | 2          | 3      | 0       | 16 | 7  |
| 3. Holandia        | 7   | 5     | 3          | 1      | 1       | 16 | 9  |
| 4. Nowa Zelandia   | 4   | 5     | 1          | 2      | 2       | 10 | 10 |
| 5. Kenia           | 2   | 5     | 1          | 0      | 4       | 5  | 14 |
| 6. Kanada          | 1   | 5     | 0          | 1      | 4       | 7  | 19 |

| 30 lipca        |     |               |
| Holandia        | 4:1 | Kanada        |
| Nowa Zelandia   | 3:3 | Pakistan      |
| Wielka Brytania | 2:1 | Kenia         |
| 1 sierpnia      |     |               |
| Holandia        | 3:1 | Nowa Zelandia |
| Pakistan        | 3:0 | Kenia         |
| Wielka Brytania | 3:1 | Kanada        |
| 3 sierpnia      |     |               |
| Kenia           | 3:2 | Kanada        |
| Wielka Brytania | 1:0 | Nowa Zelandia |
| Holandia        | 3:3 | Pakistan      |
| 5 sierpnia      |     |               |
| Nowa Zelandia   | 4:1 | Kenia         |
| Wielka Brytania | 4:3 | Holandia      |
| Pakistan        | 7:1 | Kanada        |
| 7 sierpnia      |     |               |
| Wielka Brytania | 0:0 | Pakistan      |
| Kanada          | 2:2 | Nowa Zelandia |
| Holandia        | 3:0 | Kenia         |

#### Mecze o miejsca 9–12
| 8 sierpnia |     |         |
| Kanada     | 1:0 | Malezja |

| 8 sierpnia        |             |       |
| Stany Zjednoczone | 1 (5):(6) 1 | Kenia |

#### Mecz o 11. miejsce
| 10 sierpnia |             |                   |
| Malezja     | 3 (9):(8) 3 | Stany Zjednoczone |

#### Mecz o 9. miejsce
| 10 sierpnia |     |        |
| Kenia       | 1:0 | Kanada |

#### Mecze o miejsca 5–8
| 9 sierpnia |     |               |
| Indie      | 1:0 | Nowa Zelandia |

| 9 sierpnia |              |           |
| Holandia   | 0 (10):(4) 0 | Hiszpania |

#### Mecz o 7. miejsce
| 10 sierpnia   |     |           |
| Nowa Zelandia | 1:0 | Hiszpania |

#### Mecz o 5. miejsce
| 10 sierpnia |     |          |
| Indie       | 5:2 | Holandia |

#### Półfinały
| 9 sierpnia |     |           |
| Pakistan   | 1:0 | Australia |

| 9 sierpnia |     |                 |
| RFN        | 1:0 | Wielka Brytania |

#### Mecz o 3. miejsce
| 11 sierpnia     |     |               |
| Wielka Brytania | 3:2 | Nowa Zelandia |

#### Finał
| 11 sierpnia |     |     |
| Pakistan    | 2:1 | RFN |

## Klasyfikacja końcowa drużyn męskich[5]
| Poz. | Drużyna           |
| ---- | ----------------- |
|      | Pakistan          |
|      | RFN               |
|      | Wielka Brytania   |
| 4    | Australia         |
| 5    | Indie             |
| 6    | Holandia          |
| 7    | Nowa Zelandia     |
| 8    | Hiszpania         |
| 9    | Kenia             |
| 10   | Kanada            |
| 11   | Malezja           |
| 12   | Stany Zjednoczone |

## Medaliści
| | | |
| Pakistan Abdul Rashid Al-Hasan · Hassan Sardar · Quasim Zia · Shahid Ali Khan · Ayaz Mehmood · Ghulam Moinuddin · Manzoor Hussain · Hussain Kaleemullah · Hanif Khan · Nasir Ali · Tauqeer Dar · Khalid Hameed · Mushtaq Ahmed · Ishtiaq Ahmed · Naeem Akhtar | RFN Christian Bassemir · Stefan Blöcher · Dirk Brinkmann · Heiner Dopp · Carsten Fischer · Tobias Frank · Volker Fried · Thomas Gunst · Joachim Hürter · Horst-Ulrich Hänel · Andreas Keller · Reinhard Krull · Michael Peter · Thomas Reck · Eckhard Schmidt-Opper · Markku Slawyk | Wielka Brytania Ian Taylor · Stephen Martin · Paul Barber · Robert Cattrall · Jon Potter · Richard Dodds · William McConnell · Norman Hughes · David Westcott · Richard Leman · Stephen Batchelor · Sean Kerly · James Duthie · Kulbir Bhaura · Mark Precious |

### Turniej kobiet[6]
Turniej kobiet odbył się bez podziału na grupy. Drużyny rywalizowały w systemie kołowym.
| Drużyna              | Pkt | Mecze | Zwycięstwa | Remisy | Porażki | +  | -  |
| -------------------- | --- | ----- | ---------- | ------ | ------- | -- | -- |
| 1. Holandia          | 9   | 5     | 4          | 1      | 0       | 14 | 6  |
| 2. RFN               | 6   | 5     | 2          | 2      | 1       | 9  | 9  |
| 3. Stany Zjednoczone | 5   | 5     | 2          | 1      | 2       | 9  | 7  |
| 4. Australia         | 5   | 5     | 2          | 1      | 2       | 9  | 7  |
| 5. Kanada            | 5   | 5     | 2          | 1      | 2       | 9  | 11 |
| 6. Nowa Zelandia     | 0   | 5     | 0          | 0      | 5       | 2  | 12 |

| 31 lipca          |     |                   |
| Holandia          | 2:1 | Nowa Zelandia     |
| 1 sierpnia        |     |                   |
| Australia         | 2:2 | RFN               |
| Stany Zjednoczone | 4:1 | Kanada            |
| 2 sierpnia        |     |                   |
| Australia         | 3:0 | Nowa Zelandia     |
| 3 sierpnia        |     |                   |
| Holandia          | 2:1 | Stany Zjednoczone |
| RFN               | 3:0 | Kanada            |
| 4 sierpnia        |     |                   |
| Stany Zjednoczone | 2:0 | Nowa Zelandia     |
| 5 sierpnia        |     |                   |
| Holandia          | 6:2 | RFN               |
| Kanada            | 2:1 | Australia         |
| 6 sierpnia        |     |                   |
| RFN               | 1:0 | Nowa Zelandia     |
| 7 sierpnia        |     |                   |
| Kanada            | 2:2 | Holandia          |
| Australia         | 3:1 | Stany Zjednoczone |
| 9 sierpnia        |     |                   |
| RFN               | 1:1 | Stany Zjednoczone |
| 10 sierpnia       |     |                   |
| Kanada            | 4:1 | Nowa Zelandia     |
| Holandia          | 2:0 | Australia         |

## Medalistki
| | | |
| Holandia Carina Benninga · Fieke Boekhorst · Marjolein Eijsvogel · Det de Beus · Irene Hendriks · Elsemieke Hillen · Sandra Le Poole · Anneloes Nieuwenhuizen · Martine Ohr · Alette Pos · Lisette Sevens · Marieke van Doorn · Aletta van Manen · Sophie von Weiler · Laurien Willemse · Margriet Zegers | RFN Gaby Appel · Dagmar Breiken · Beate Deininger · Elke Drüll · Birgit Hagen · Birgit Hahn · Martina Koch · Sigrid Landgraf · Corinna Lingnau · Christina Moser · Patricia Ott · Hella Roth · Gabi Schley · Susanne Schmid · Ursula Thielemann · Andrea Weiermann-Lietz | Stany Zjednoczone Beth Anders · Beth Beglin · Regina Buggy · Gwen Cheeseman · Sheryl Johnson · Christine Larson-Mason · Kathleen McGahey · Anita Miller · Leslie Milne · Charlene Morett · Diane Moyer · Marcella Place · Karen Shelton · Brenda Stauffer · Julie Staver · Judy Strong |